# Darra (Namaro)
Darra (auch: Dara) ist ein Dorf in der Landgemeinde Namaro in Niger.

## Geographie
Das von einem traditionellen Ortsvorsteher (chef traditionnel) geleitete Dorf befindet sich rund neun Kilometer südöstlich des Hauptorts Namaro der gleichnamigen Landgemeinde, die zum Departement Kollo in der Region Tillabéri gehört. Zu den Siedlungen in der näheren Umgebung von Darra zählen Hondey Tégui im Nordwesten und Balati im Nordosten, die beide am Ufer des Flusses Niger liegen.
Darra ist Teil der Übergangszone zwischen Sahel und Sudan. Die durchschnittliche jährliche Niederschlagshöhe beträgt hier zwischen 400 und 500 mm.

## Geschichte
Der französische humanitäre Verein Niger Ma Zaada errichtete 2006 eine Getreidemühle und verbesserte 2007 die Infrastruktur für die Trinkwasserversorgung im Ort.

## Bevölkerung
Bei der Volkszählung 2012 hatte Darra 955 Einwohner, die in 129 Haushalten lebten. Bei der Volkszählung 2001 betrug die Einwohnerzahl 584 in 72 Haushalten und bei der Volkszählung 1988 belief sich die Einwohnerzahl auf 1637 in 188 Haushalten.

## Wirtschaft und Infrastruktur
Darra war ursprünglich ein Dorf von Fulbe-Viehzüchtern. Die wirtschaftliche Bedeutung der Viehzucht wurde in der zweiten Hälfte des 20. Jahrhunderts etwas zugunsten des Ackerbaus zurückgedrängt. Seit den 1960er Jahren wird bei Darra Reis kultiviert. Die wichtigsten Absatzmärkte sind der Gemeindehauptort und Karma. Es werden Rinder für die Milchproduktion gehalten. Die Hauptaktivitäten in der Senke entlang des Niger-Flusses, in der Darra liegt, sind, neben dem Ackerbau und der Viehzucht, die Fischerei und der Verkauf von Holz. Neben Reis werden Hirse, Sorghum, Augenbohnen, Okra, Süßkartoffeln, Kürbisse und weiteres Gemüse angebaut.
Es gibt eine Schule in Darra. Die Schulgebäude wurden 2008 erbaut. Nördlich von Darra verläuft die 214,1 Kilometer lange Nationalstraße 4 zwischen der Hauptstadt Niamey und der Staatsgrenze zu Burkina Faso.